# Triakitétraèdre
Un triakitétraèdre est le dual du tétraèdre tronqué d'Archimède ; c'est un des solides de Catalan. Son nom est composé de triakis qui signifie 3 fois.
Il est composé d'un tétraèdre régulier sur chacune des faces duquel est posée une pyramide triangulaire droite à base équilatérale et de hauteur égale à {\displaystyle {\sqrt {6}}/15=0.1633} fois l'arête de base. Cette hauteur implique que tous les dièdres du triakitétraèdre ont un même angle de {\displaystyle 129.52^{\circ }}.
Possédant 12 faces triangulaires isocèles, il fait partie de la famille des dodécaèdres. L'angle au sommet de ses faces vaut {\displaystyle \arccos {\biggl (}{\frac {-7}{18}}{\biggl )}=112.88^{\circ }}, les deux petits angles valent {\displaystyle \arccos {\biggl (}{\frac {5}{6}}{\biggl )}=33.56^{\circ }}. Le rapport entre le grand côté d'une face et un des petits côtés est de 5/3.